# Egidio Caporello

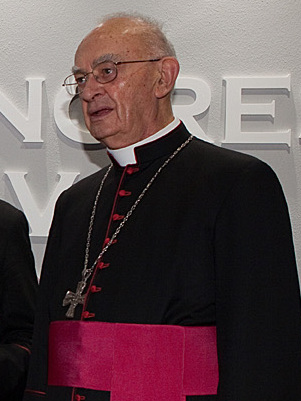
Egidio Caporello, 2011

Egidio Caporello (* 8. Juni 1931 in Padua; † 18. Juli 2022 in Mantua) war ein italienischer Geistlicher und römisch-katholischer Bischof von Mantua.

## Leben
Egidio Caporello empfing nach seiner theologischen Ausbildung im Priesterseminar in Padua am 10. Juli 1955 die Priesterweihe für das Bistum Padua. Anschließend absolvierte er ein Philosophiestudium an der Päpstlichen Universität Gregoriana. Nach Rom berufen, war er von 1956 bis 1959 Mitarbeiter bei Centro nazionale attività catechistiche (CENAC). Von 1959 bis 1971 war er stellvertretender Assistent der italienischen Katholischen Aktion, später Mitarbeiter im nationalen Katechetenamt. 1974 wurde Leiter der Zentrale der Katholischen Aktion und war verantwortliche für zahlreiche nationale und diözesane Konferenzen sowie Treffen des Klerus. In der Pfarrei Santi Protomartiri a Via Aurelia Antica war er in der Seelsorge tätig.
Papst Johannes Paul II. ernannte ihn am 24. Juli 1982 zum Titularbischof von Caprulae und zum Generalsekretär der Italienischen Bischofskonferenz. Der Erzbischof von Turin, Anastasio Alberto Kardinal Ballestrero OCD, spendete ihm am 19. September desselben Jahres die Bischofsweihe; Mitkonsekratoren waren Erzbischof Filippo Franceschi, Bischof von Padua, und Girolamo Bartolomeo Bortignon OFMCap, emeritierter Bischof von Padua.
Am 28. Juni 1986 wurde er zum Bischof von Mantua ernannt und am 7. September desselben Jahres in das Amt eingeführt. Von 1996 bis 2001 war er Präsident der bischöflichen Kommission für katholische Bildung, Kultur, Schulen und Universitäten der italienischen Bischofskonferenz und Mitglied des Ständigen Rates. Des Weiteren war er Mitglied der bischöflichen Kommission für Glaubenslehre, Verkündigung und Katechese und Bischofsdelegierter für diese Gebiete in der Lombardei.
Papst Benedikt XVI. nahm am 13. Juli 2007 sein aus Altersgründen vorgebrachtes Rücktrittsgesuch an. Egidio Caporello starb am 18. Juli 2022 im Alter von 91 Jahren.